# Finkenwerder Herbstprinz

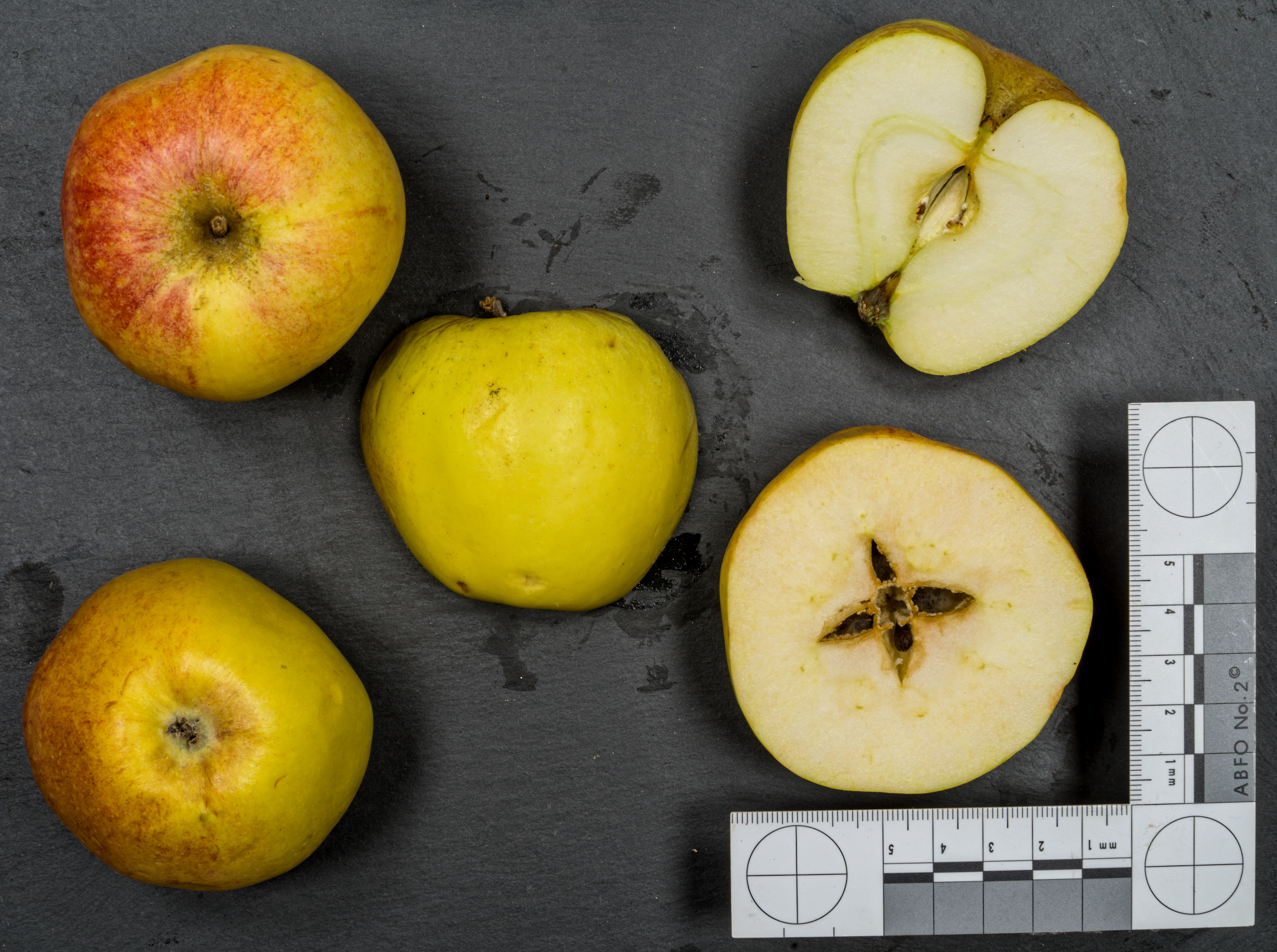
Ansicht der Frucht und Querschnitte

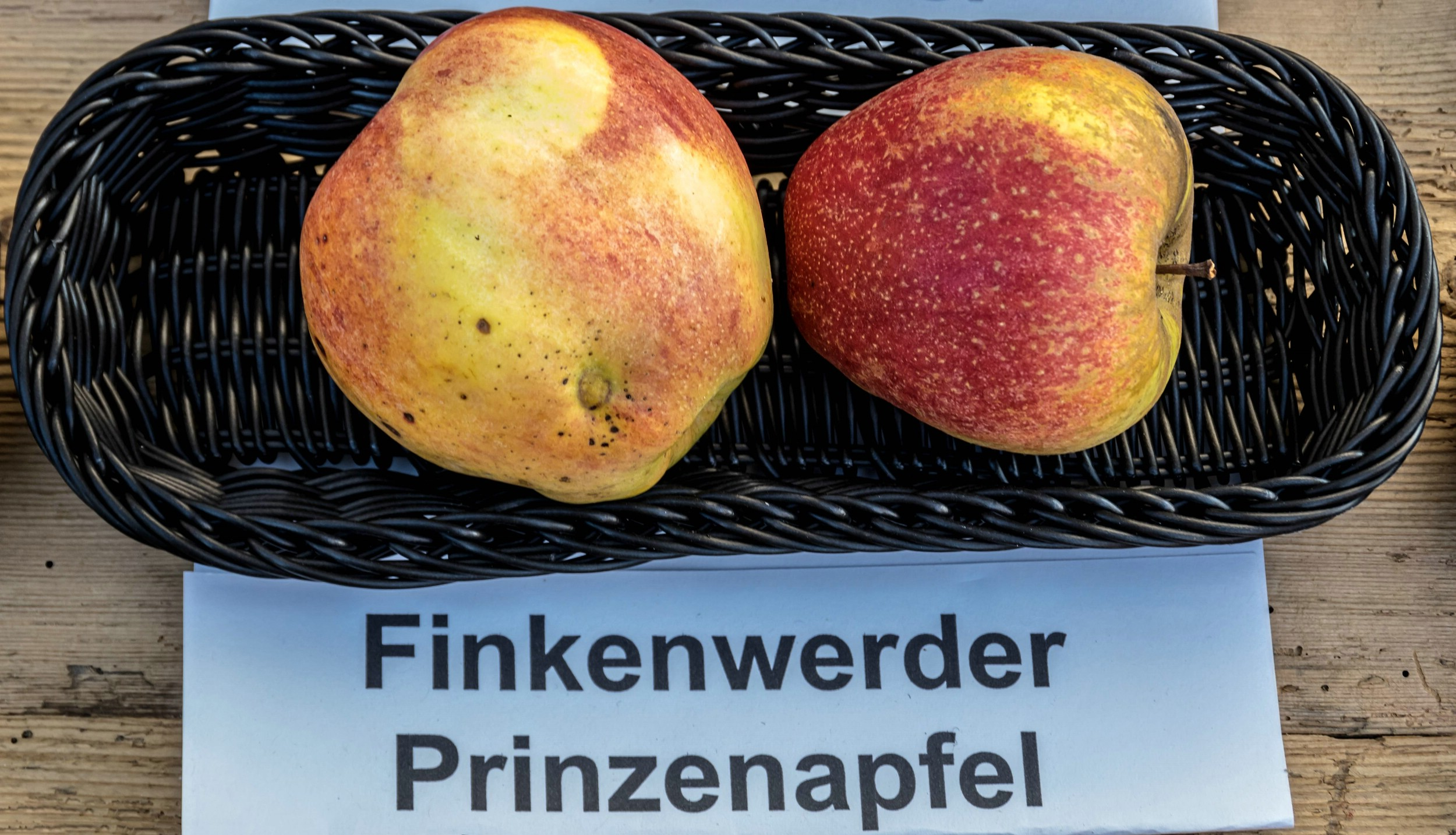
Ansicht der Frucht

Finkenwerder Herbstprinz, auch 'Finkenwerder Prinzenapfel' oder 'Hasenkopf' genannt, ist der Name einer alten Apfelsorte von der Niederelbe. Er wird als glockenförmig, grün, halbseitig rot gestreift, aromatisch herb-süß bis fein säuerlich beschrieben. Genussreif ist er von Oktober bis März. Der Finkenwerder Herbstprinz neigt zum Welken – wobei er erst leicht angewelkt sein volles Aroma und damit die optimale Genussreife erlangt.
In den 1960er Jahren war diese Sorte ein wichtiger Wirtschaftsapfel im Raum Hamburg, heute ist er fast verschwunden. Es handelt sich um einen Zufallssämling aus der großen Prinzenfamilie. Der Echte Prinzenapfel war schon seit dem 18. Jahrhundert in Norddeutschland verbreitet. Spielarten wie der holsteinische Goldprinz erreichten nicht die Güte des Echten Prinzenapfels. Der Finkenwerder Herbstprinz hat die Qualität zumindest erreicht, dazu ist er unkompliziert im Anbau und bringt gute jährliche Ernten.

## Chemische Analysen
Bei spendenfinanzierten Analysen wurde mit 1592 mg/kg ein sehr hoher Gehalt an Polyphenolen im Vergleich zu den neueren Sorten gemessen.

## Rezeption
Durch die mehrmalige Erwähnung im Roman Altes Land (2015) von Dörte Hansen bekam die historische Apfelsorte bundesweite Aufmerksamkeit.

## Quelle
- Steckbrief bei Baumschule "Alte Obstsorten", Sörup-Winderatt
- Walter Hartmann: Farbatlas Alte Obstsorten, Stuttgart 2000

## Einzelbelege
1. ↑  Norman Laryea: Der Trend zum perfekten Apfel. In: ZDF. 29. Mai 2018, abgerufen am 26. Oktober 2024.
2. ↑  Wie der Roman "Altes Land" die Region beeinflusst im NDR vom 29. Oktober 2019.